# Travail à temps partagé
Ne doit pas être confondu avec Temps partagé ou Location en temps partagé.
 (mai 2025).
L'emploi à temps partagé consiste pour un salarié à travailler pour plusieurs entreprises en ayant un seul contrat de travail avec une structure tierce. Ce mode de recrutement consiste pour une entreprise à embaucher un salarié à temps partiel mis à disposition par des groupements d'employeurs ou des sociétés de travail à temps partagé.
Lorsque le salarié gère directement ses contrats de travail avec plusieurs employeurs différents on parle alors de Compétences en Temps Partagé.
Le travail en temps partagé est une forme de pluriactivité.

## Origine du besoin
Certaines entreprises (principalement les PME) ont de grands besoins en compétences mais pas suffisamment pour nécessiter des temps pleins. Par le temps partagé, elles peuvent s’offrir ces compétences, renforçant ainsi leur structure et accélérant leur développement.

## Règlementation
La Loi n° 85-772 du 25 juillet 1985 crée la possibilité, pour plusieurs employeurs entrant dans ou adoptant le même champ d’application d’une convention collective, de se regrouper :
- dans le cadre d’une association Loi 1901,
- ou sous forme de sociétés coopératives au sens de la Loi n° 47-1775 du 10 septembre 1947 portant statut de la coopération et de la Loi n° 83-657 du 20 juillet 1983 relative au développement de certaines activités d’économie sociale.

## Acteurs du groupement d'employeurs
- les salariés ;
- les entreprises ;
- la structure de gestion du groupement d'employeurs.

## Mode de fonctionnement
Le principe du travail à temps partagé repose sur une relation et un engagement tripartite bien particulier :
- d'une part entre le salarié recruté et le groupement d'employeurs qui valide les motivations du candidat à exercer son métier à temps partagé : le salarié signe un contrat de travail unique avec le groupement d'employeurs pour être mis à disposition X heures dans une ou plusieurs entreprises adhérentes au groupement. Le salaire est négocié au départ directement avec le groupement d'employeurs et "répercuté" ensuite dans chaque entreprise où le salarié travaille. Il peut y avoir un complément de salaire ou des avantages dans certaines entreprises où les conventions collectives sont plus favorables que celles du groupement d'employeur, dans un souci d'équité de traitement par rapport aux autres salariés présents dans chaque entreprise ;
- d'autre part entre le groupement d'employeurs et les entreprises où le salarié est mis à disposition : les entreprises signent un contrat avec le groupement d'employeurs pour accueillir un salarié mis à disposition par le groupement sur des compétences précises et pour un temps de travail hebdomadaire (ou mensuel ou annuel) déterminé. L'entreprise paie uniquement une facture mensuelle au groupement d'employeurs qui correspond à la rémunération du salarié (calculée par le GE au début du contrat) ;
- enfin entre les entreprises et le salarié mis à disposition : cet engagement est dans ce cas moral. Le salarié rencontre lors d'un entretien d'embauche chaque entreprise où le groupement souhaite le placer pour se mettre d'accord sur les modalités de déroulement et de contrôle des missions, l'organisation du temps de travail, les besoins matériels éventuels, etc.

Le travail à temps partagé peut être effectué avec des maillages de contrats très différents : il s'exerce le plus souvent au sein d'une semaine ou d'une année. Exemples : un salarié mis à disposition 2 jours dans une entreprise, 2 jours dans une autre et 1 jour dans une troisième structure ce qui fait un temps complet avec 3 entreprises adhérentes chaque semaine. Un salarié peut également, sur des fonctions de production ou d'activités très saisonnières en général, être mis à disposition à temps plein dans une seule entreprise pendant 6 mois puis exercer un tout autre métier les 6 autres mois dans une autre entreprise. Il arrive là encore à un temps plein mais avec deux métiers différents ou en tout cas 2 employeurs différents mais à temps plein dans chaque structure.
La structure de gestion du groupement d'employeurs gère tous les aspects liés au contrat de travail (recrutement, salaire, congés, arrêts de travail, cotisations patronales, etc.).
De nombreuses entreprises se sont spécialisées sur le travail à temps partagé, en plaçant des directeurs sur des fonctions bien précises : un directeur informatique , ou directeur des systèmes d'information, un directeur financier, un directeur des ressources humaines, un directeur qualité, un(e) chargé(e) de communication, etc.

## Intérêts
Les avantages pour le salarié d'être embauché par un groupement d'employeurs sont divers : 
- Sécurité de l'emploi : cdi Contrat à Durée Indéterminée à temps plein privilégié;
- Développement des compétences : interventions dans différentes entreprises, multiples tâches, différents logiciels, différentes organisations, etc.
- Un seul interlocuteur pour la gestion administrative (le groupement d'employeurs qui est vraiment l'employeur unique du salarié)
- Les avantages d'une entreprise classique : mutuelle, congés payés, formations, etc.
- Les avantages des entreprises adhérentes  : grâce à l'égalité de traitement, les salariés bénéficient des mêmes avantages que les salariés des entreprises dans lesquelles ils interviennent (primes, tickets-restaurant, etc.).

Les intérêts pour l'employeur/l'entreprise sont multiples : 
- Bénéficier de multiples compétences selon son besoin
- Bénéficier de la mise à disposition de salariés motivés et fidélisés
- Simplifier la gestion administrative
- Maîtriser les coûts

## Inconvénients
Il existe quelques inconvénients au travail à temps partagé pour le salarié :
- Cela nécessite une grand polyvalence et rigueur